# Манса-Конко
Манса-Конко (англ. Mansa Konko) — город в Гамбии, административный центр округа Нижняя Река.

## Описание
Город расположенный к северу от города Сомы. Название города с языка Мандинка переводится как «холм королей».
Во время британского колониального периода стала административным центром. В настоящие время сохранились несколько старых построек этого периода. В городе расположен Технический учебный институт.
По данным переписи 2013 года  городе проживает 82201 человек.